# HMS Enterprise (D52)
HMS Enterprise var en lätt kryssare av Emerald-klass som tjänstgjorde i Royal Navy. Hon byggdes av John Brown & Company och kölsträcktes den 28 juni 1918. Hon sjösattes den 23 december 1919 och togs i bruk den 7 april 1926. Hon var det 14:e fartyget som tjänstgjorde i Royal Navy som bar namnet Enterprise, ett namn som fortfarande används i Royal Navy idag.
Enterprise färdigställdes med en prototyp av ett 15,2 cm kanontorn med två kanoner i stället för de två främre enkelmontage som fanns i den ursprungliga designen. Detta torn användes senare vid utformningen av Leander-, Amphion- och Arethusa-klasserna. Tornet upptog mindre utrymme än Emeralds A- och B-kanoner, och därför placerades bryggan längre fram.

## Tjänstgöring

### Mellankrigstiden

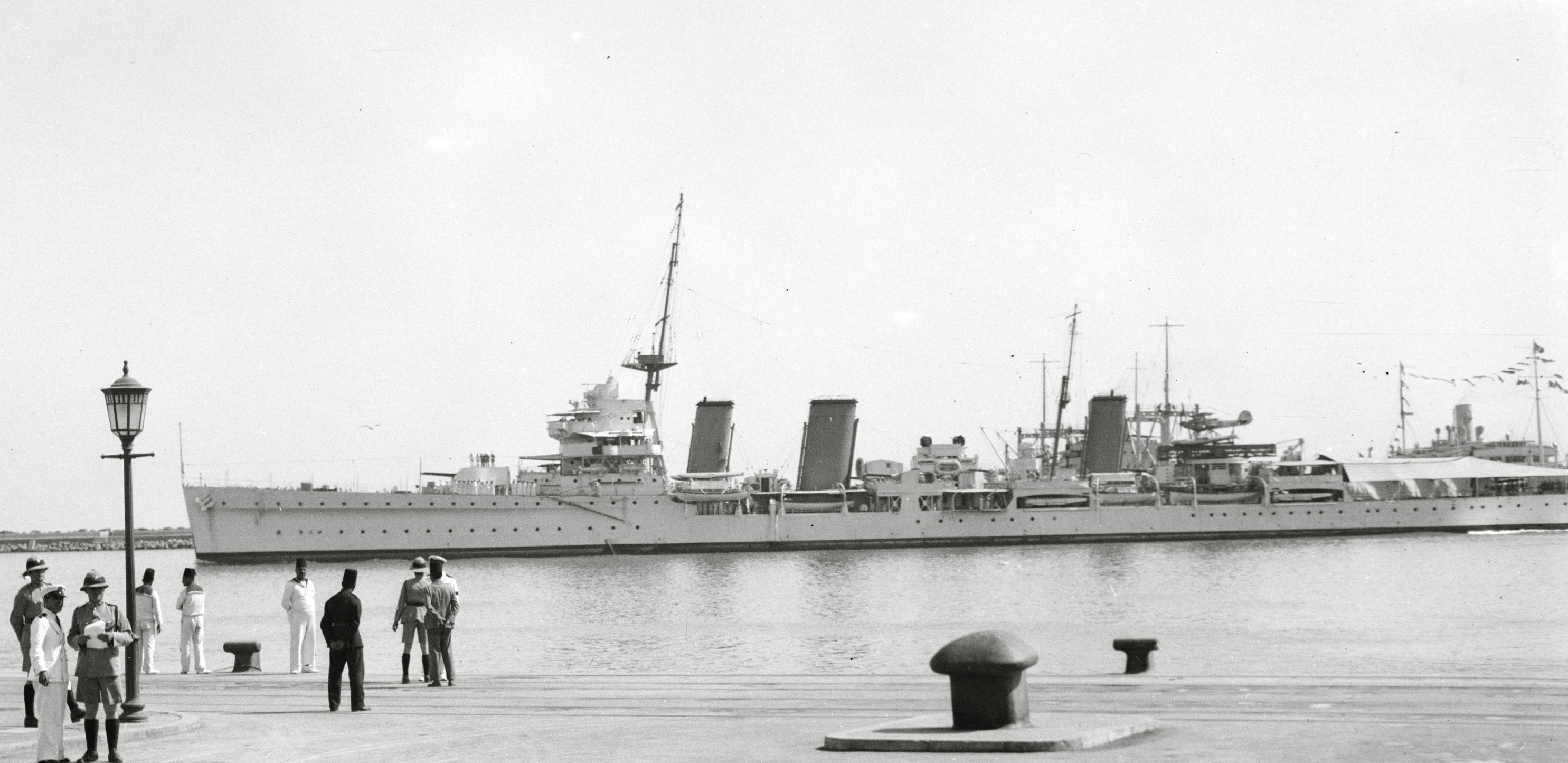
Enterprise i Haifa den 6 maj 1936

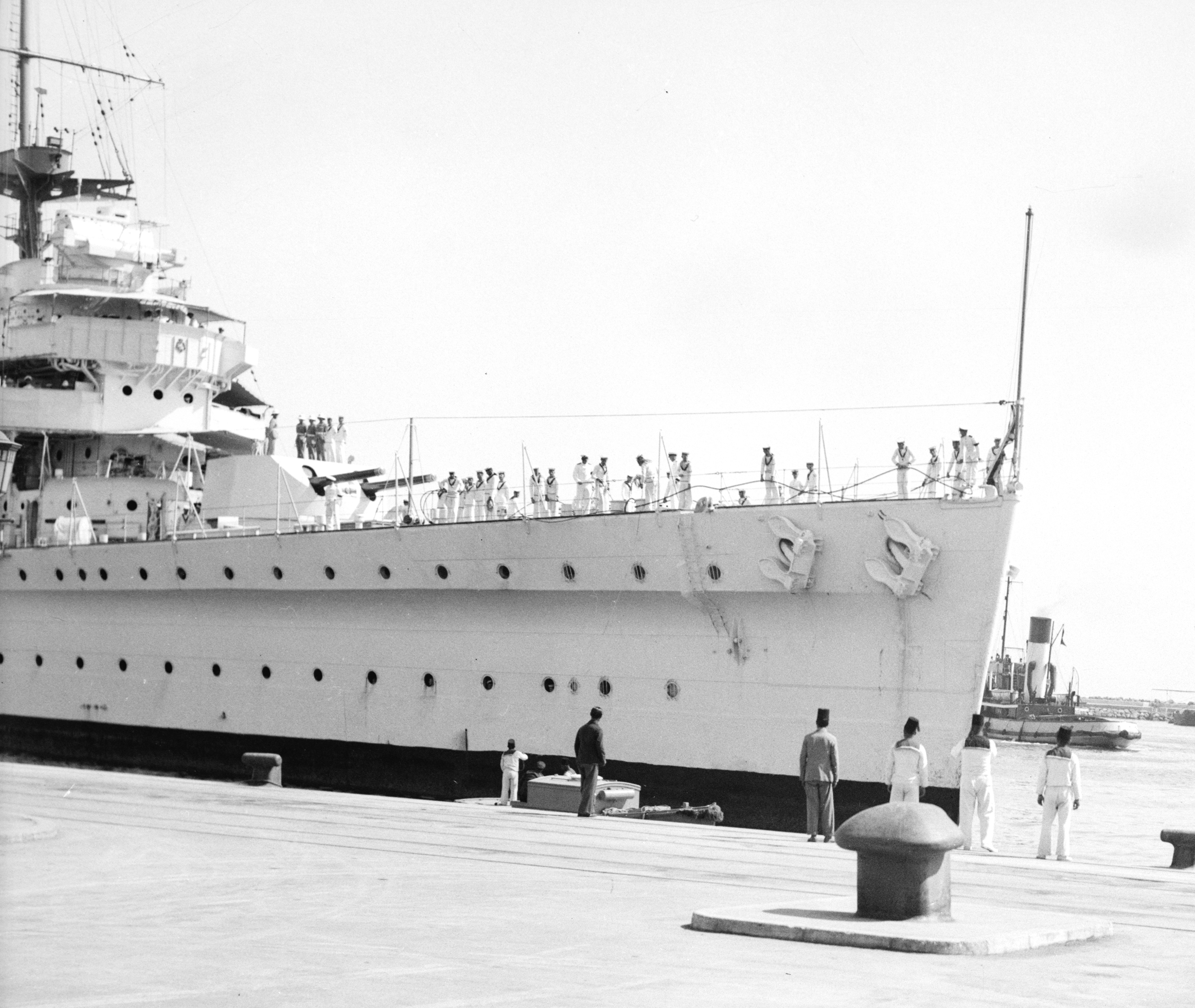
Ett fotografi från 1936 som visar det experimentella dubbeltornet

Efter flera månader i Storbritannien tjänstgjorde Enterprise i 4:e kryssarskvadronen i Ostindien, och hennes första uppdrag avslutades i december 1928. Enterprise utförde flera efterföljande uppdrag i Asien, tills hon återvände hem för underhåll den 4 juli 1934, följt av en större ombyggnad. Hon återvände till Ostindien i januari 1936.
På eftermiddagen den 4 maj 1936 lämnade Enterprise Djibouti i Franska Somaliland med Etiopiens kejsare Haile Selassie - som hade flytt dit när Italien hade slutfört sin erövring av Etiopien i det andra italiensk-abessinska kriget - och transporterade honom till Haifa i dåvarande Brittiska Palestinamandatet, där han inledde sin femåriga exil i England på Fairfield House i Bath innan han återvände till Etiopien 1941.
Kryssaren Manchester avlöste Enterprise i Ostindien i slutet av 1937 och Enterprise återvände hem. I februari 1938 fick hon i uppdrag att transportera prinsessan Alice, grevinnan av Athlone, och hennes make greven av Athlone till Saudiarabien - det första besöket av en medlem av den brittiska kungafamiljen. Senare samma år användes hon för att transportera besättningar till Östasien och återvände hem den 30 september 1938, då hon placerades i reservflottan.

### Andra världskriget

#### Den första tiden
I början av andra världskriget i september 1939 togs Enterprise åter i bruk och patrullerade Atlanten som en del av 4:e kryssarskvadronen. Senare placerades hon i North America and West Indies Squadron. Enterprise eskorterade fartyg i Atlanten med Halifax Escort Force 1939-1940. I oktober 1939 deltog hon i överföringen av 10 miljoner pund (660 miljoner pund i dagens valuta) i guldtackor till Kanada under Operation Fish.
I april 1940 överfördes hon till Home Fleet inför den norska kampanjen. I april-maj stödde hon den brittiska armén på land genom eldunderstöd i och runt Narvik i Norge och den 19 april attackerades hon utan framgång av den tyska ubåten U-65. Den 25 maj lämnade hon Harstad med en tredjedel av den norska statskassan på väg till Storbritannien. Hon seglade först till Scapa Flow och överlevde två tyska flygattacker på vägen, och fortsatte sedan till Greenock, där guldet togs i land.
Efter vissa reparationer anslöt sig Enterprise till den nybildade Styrka H i juni 1940 och seglade till Medelhavet där hon i juli deltog i förhandlingar med den franska flottan om dess framtida roll i kriget. Efter det otillfredsställande resultatet av förhandlingarna deltog hon i Operation Catapult vid Mers-El-Kébir. Hon deltog också i leveransen av flygplan till Malta i slutet av juli.

#### Indiska oceanen
Styrka H omorganiserades sedan och Enterprise skickades till Kapstaden, varefter hon blev flaggskepp för flottans operationer i Sydamerika. I december 1940 sattes hon tillsammans med kryssarna Cumberland och Newcastle in i ett misslyckat sökande efter den tyska hjälpkryssaren Thor som hade attackerat och skadat det beväpnade handelsfartyget Carnarvon Castle.
I början av 1941 omplacerades hon till Indiska oceanen där hon tillsammans med en stor flotta av fartyg från Royal Navy och Royal Australian Navy, ledda av hangarfartyget Hermes, deltog i sökandet efter den tyska kryssaren Admiral Scheer. Efter att sökandet övergavs eskorterade Enterprise konvojer innan det skickades till Basra efter att en tyskvänlig revolt av Rashid Ali al-Gaylani startade det anglo-irakiska kriget. Kriget var vunnet i slutet av maj, varefter Enterprise återvände till att eskortera konvojer i Indiska oceanen.

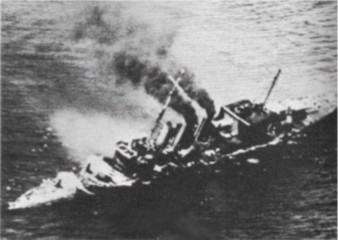
HMS Cornwall sjunker efter ett japanskt anfall, Enterprise räddade senare delar av besättningen.

I november genomgick hon en ombyggnad i Colombo, vilket avslutades precis i tid innan kriget mot Japan inleddes i december 1941. Hon eskorterade trupptransportfartyg till Singapore och Rangoon i Burma och anslöt sig sedan till den Östra flottan under amiral Sir James Somerville och eskorterade handelsfartyg under det följande året. Den 6 april 1942 plockade hon tillsammans med jagarna Paladin och Panther upp några av de 1 120 överlevande från kryssarna Cornwall och Dorsetshire, som hade sänkts av japanerna i deras räd mot Ceylon. Enterprise deltog i ännu en fruktlös patrullering efter fientliga fartyg under denna period, då man trodde att japanerna förberedde sig för att slå till och eventuellt invadera ön.

#### Hemmavatten
Den 25 december 1942 återvände hon till Clyde för omfattande ombyggnader- och moderniseringar som avslutades först i oktober 1943. Efterföljande tester fortsatte under hela november.
I slutet av december 1943 deltog hon tillsammans med kryssarna Gambia och Glasgow i Operation Stonewall.
Den 28 december angrep hon en styrka på 11 tyska jagare och torpedbåtar, som var den försenade eskorten för blockadbrytaren Alsterufer (som hade sänkts dagen innan genom en flygattack). Enterprise sänkte torpedbåten T26 med en torped, medan T25 och Z27 också sänktes. Fyra andra tyska fartyg skadades i striden.
Den 3-29 februari 1944 var Enterprise dockad i Devonport för ombyggnad och den 27-31 mars utrustades hon med störningsutrustning.

#### Invasionen av Normandie
I maj tilldelades Enterprise Bombardment Force "A" med de brittiska fartygen Hawkins, Black Prince, Erebus, det nederländska fartyget Soemba och de amerikanska fartygen Nevada, Tuscaloosa och Quincy. Hon ingick i undergruppen Assault Force "U" (för Utah Beach), vilken hon ledde.
När landstigningen i Normandie inleddes den 6 juni 1944 besköt Bombardement Force "A" Saint-Martin-de-Varreville. Enterprise angrep kustförsvaret vid Cherbourg; i den efterföljande striden sårades både kaptenen och befälhavaren och fartyget fördes tillbaka till Portland av förste löjtnant, kaptenlöjtnant Brown. Tjugo dagar senare var hon också inblandad i beskjutningen av Querqueville, och tystade de tyska kanonerna där. De tyska kustbatterierna öppnade eld, men orsakade inga större skador på Enterprise. Under striderna avfyrade Enterprise omkring 9 000 15,2 cm granater och behövde två nattliga byten av sina kanoner i Portsmouth.
I juli befann hon sig utanför den franska kusten för att stödja brittiska operationer, och den 17 juli gav hon under två dagar eldunderstöd för att stödja brittiska attacker nära Caen tillsammans med kryssaren Mauritius och monitorn Roberts. I september sattes hon in i en liknande funktion utanför den nederländska kusten till stöd för den Andra armén, men hon behövde inte stödja trupperna.
I oktober, efter att en planerad överföring till den kanadensiska flottan inte hade genomförts, togs Enterprise ur aktiv tjänst och placerades i reserv i Rosyth.

### Efterkrigstiden
Från och med maj 1945 hjälpte Enterprise till att återföra brittiska trupper från Asien och Afrika. Den 13 januari 1946 återvände hon till Storbritannien för sista gången. Hon överlämnades till British Iron & Steel Corporation för skrotning den 11 april och anlände till J Cashmore i Newport, Wales, där arbetet började den 21 april.

## Ombyggnader av bestyckningen

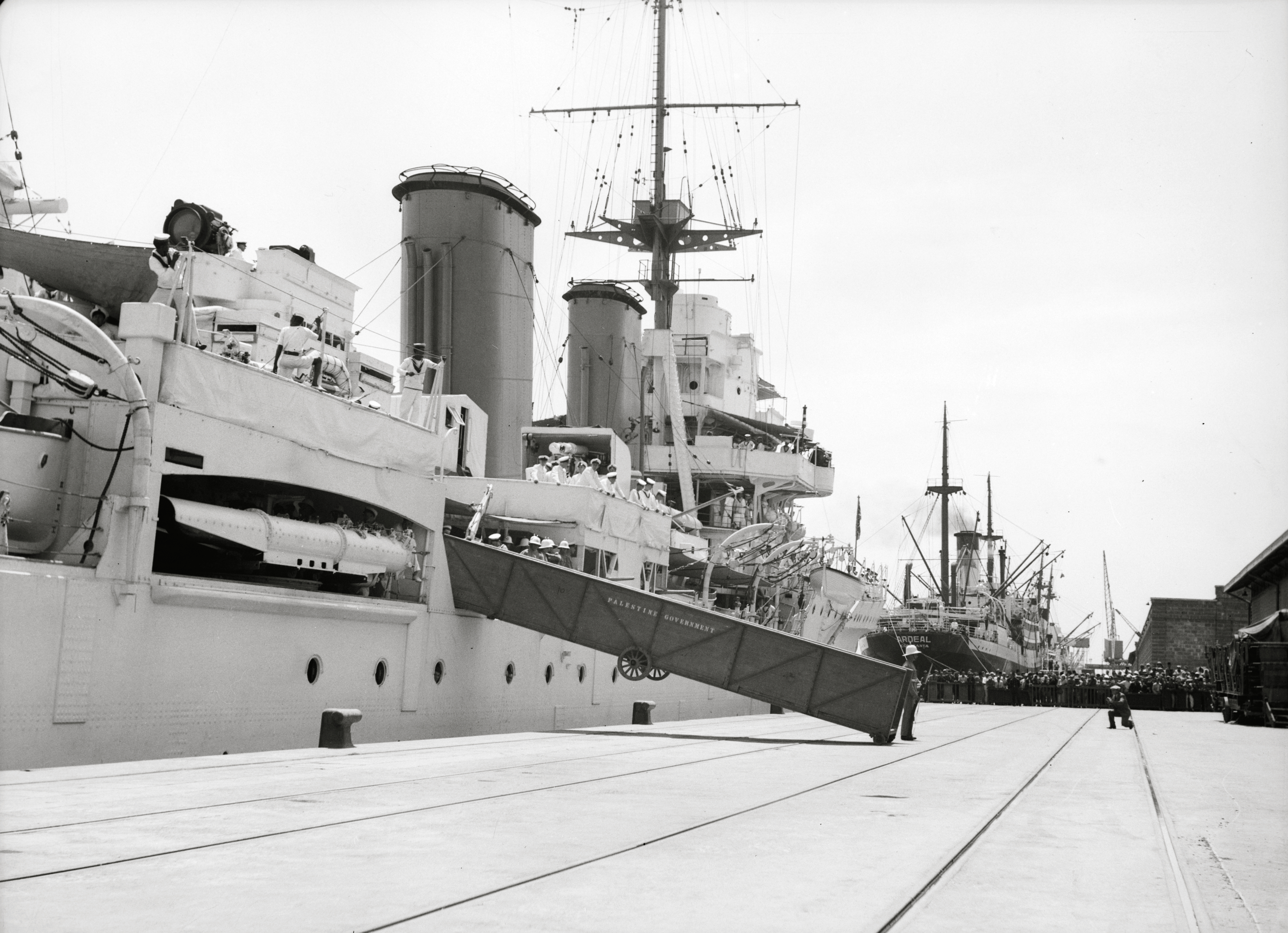
Enterprise - maj 1936

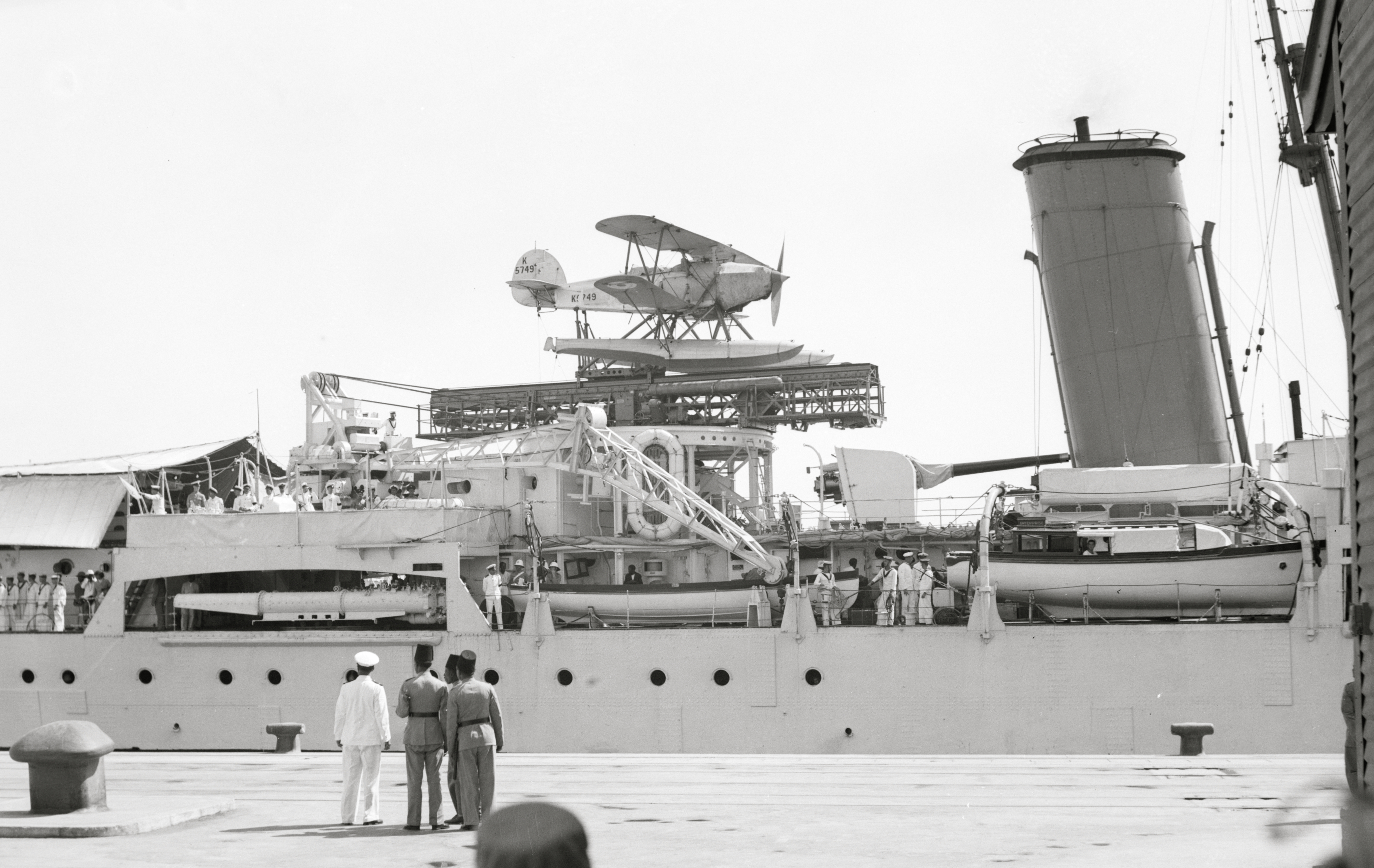
Enterprise - också i maj 1936

Under hela sin tjänstgöring utrustades Enterprise med en något varierande uppsättning kanoner. Nedan finns en tabell över den nya utrustningen efter den första ombyggnaden:
| Datum               | Bestyckning |
| ------------------- | --- |
| aug 1939 - aug 1942 | 1 x dubbelmonterad 15,2 cm sjömålskanoner 5 x enkelmonterade 15,2 cm sjömålskanoner 4 x enkelmonterade 40 mm luftvärnskanoner 2 x fyrdubbelt monterade 7,7 mm kulsprutor 4 x fyrdubbelt monterade 53,3 cm torpedtuber                                                                                           |
| apr 1943 - apr 1944 | 1 x dubbelmonterad 15,2 cm sjömålskanoner 5 x enkelmonterade 15,2 cm sjömålskanoner 2 x fyrdubbelt monterade 40 mm luftvärnskanoner 4 x enkelmonterade 40 mm luftvärnskanoner 6 x dubbelmonterade 20 mm luftvärnskanoner 4 x fyrdubbelt monterade 53,3 cm torpedtuber                                           |
| apr 1944 - 1945     | 1 x dubbelmonterad 15,2 cm sjömålskanoner 5 x enkelmonterade 15,2 cm sjömålskanoner 2 x fyrdubbelt monterade 40 mm luftvärnskanoner 4 x enkelmonterade 40 mm luftvärnskanoner 6 x dubbelmonterade 20 mm luftvärnskanoner 6 x enkelmonterade 20 mm luftvärnskanoner 4 x fyrdubbelt monterade 53,3 cm torpedtuber |